# Georges Laurent
Georges Laurent   (París, 7 de juny de 1886 - Vichèi, 22 de setembre de 1964) va ser un flautista francès.

## Biografia
Georges Laurent va rebre la seva primera educació del seu oncle, l'oboista Louis Bas. Després va estudiar en privat amb Philippe Gaubert a partir de 1897, abans d'entrar al Conservatori de Música i Declamació de París el 1902, on va treballar amb Paul Taffanel i va guanyar el primer premi de la seva disciplina el 1905. Després es va incorporar a l''Orchestre Colonne.
Després de la guerra, va ser flauta principal de l'"Orquestra de la Société des concerts du Conservatoire", amb la qual va fer una gira pels Estats Units. Va romandre a Boston i va ser flauta principal de l'Orquestra de Boston fins a 1952. Va ensenyar des de 1923 al Conservatori de Nova Anglaterra, on entre els seus alumnes hi havia Claude Monteux i Robert Willoughby.
Bohuslav Martinů li va dedicar la seva Sonata per a flauta H. 306 (1945) i Daniel Gregory Mason, el seu opus 13: 3 peces per a flauta, arpa i quartet de corda (c. 1911-12, publ. 1923).